# Amtsgericht Düsseldorf
Das Amtsgericht Düsseldorf ist ein Teil der ordentlichen Gerichtsbarkeit des Bundeslandes Nordrhein-Westfalen.

## Gerichtssitz und -bezirk
Das Amtsgericht (AG) hat seinen Sitz in Düsseldorf-Oberbilk. Der Gerichtsbezirk umfasst das Gebiet der kreisfreien Stadt Düsseldorf.
Die Verfahren nach dem Transsexuellengesetz nimmt das AG Düsseldorf für den gesamten Oberlandesgerichtsbezirk Düsseldorf wahr.

## Gerichtsgebäude

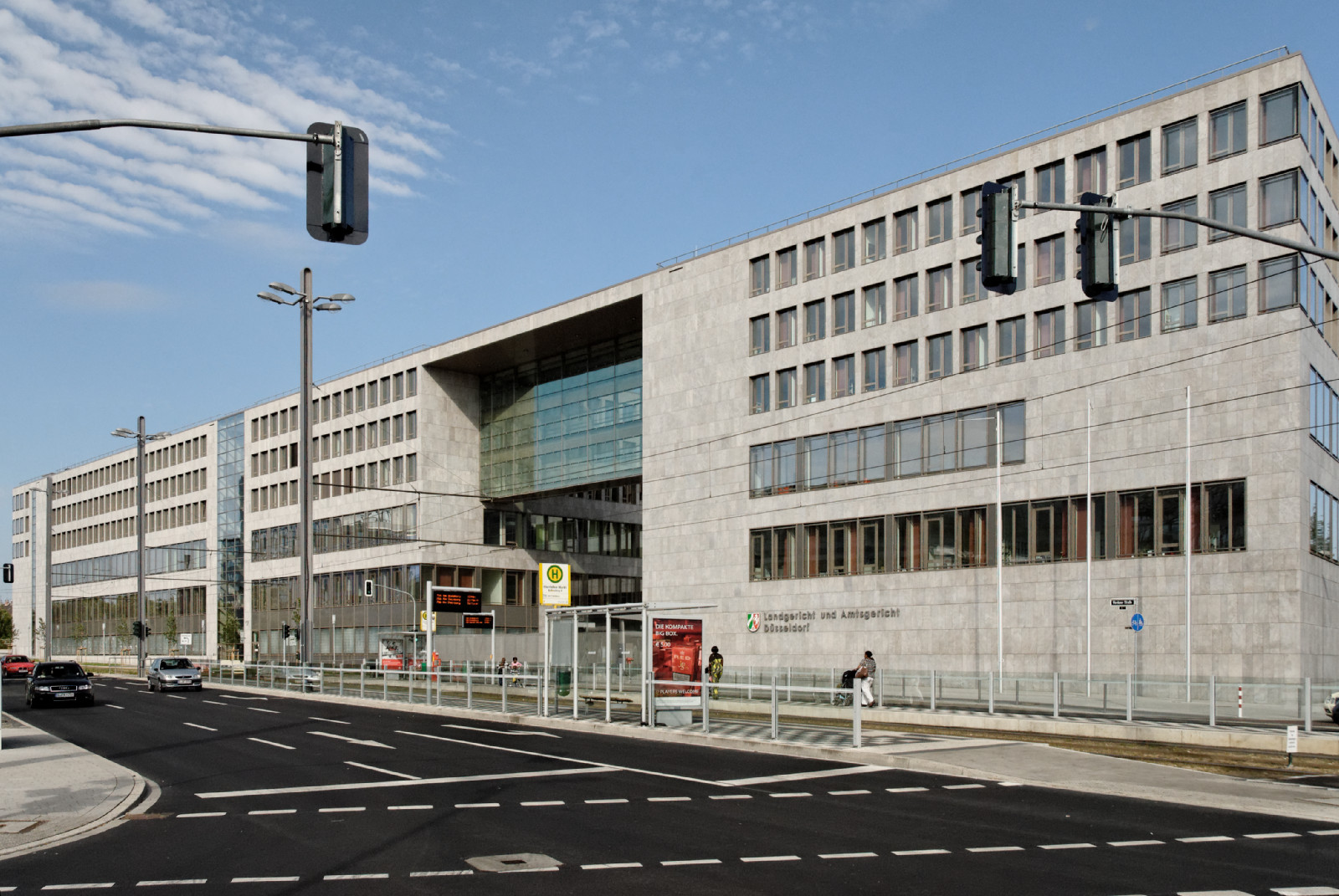
Neubau in Oberbilk

Das Amtsgericht Düsseldorf ist, zusammen mit dem Landgericht Düsseldorf, in einem 2009 errichteten Neubau an der Werdener Straße 1 im Stadtteil Oberbilk untergebracht. Die Bruttogeschossfläche beträgt rund 62.000 m².

## Geschichte
Mit der Neuordnung der Gerichtsorganisation im Großherzogtum Berg wurde Ende 1811 das Friedensgericht Düsseldorf als Gericht erster Instanz eingerichtet. Es war dem Tribunal erster Instanz Düsseldorf nachgeordnet. Preußen übernahm 1814 die bergischen Gerichte. Die bisherigen Friedensgerichte blieben bestehen, die Tribunale 1. Instanz wurden in Kreisgerichte umbenannt. Das Friedensgericht Düsseldorf war nun dem Kreisgericht Düsseldorf zugeordnet. 1820 wurde die Gerichtsorganisation geändert. Die Kreisgerichte wurden nun zu Landgerichten. Das Friedensgericht Düsseldorf wurde dem Landgericht Düsseldorf nachgeordnet. Diese befanden sich Mitte des 19. Jahrhunderts im Hondheimschen Palais in der Akademiestraße 3 und 5. Im Rahmen der Reichsjustizgesetze erfolgte 1879 die Umwandlung in das Amtsgericht Düsseldorf.

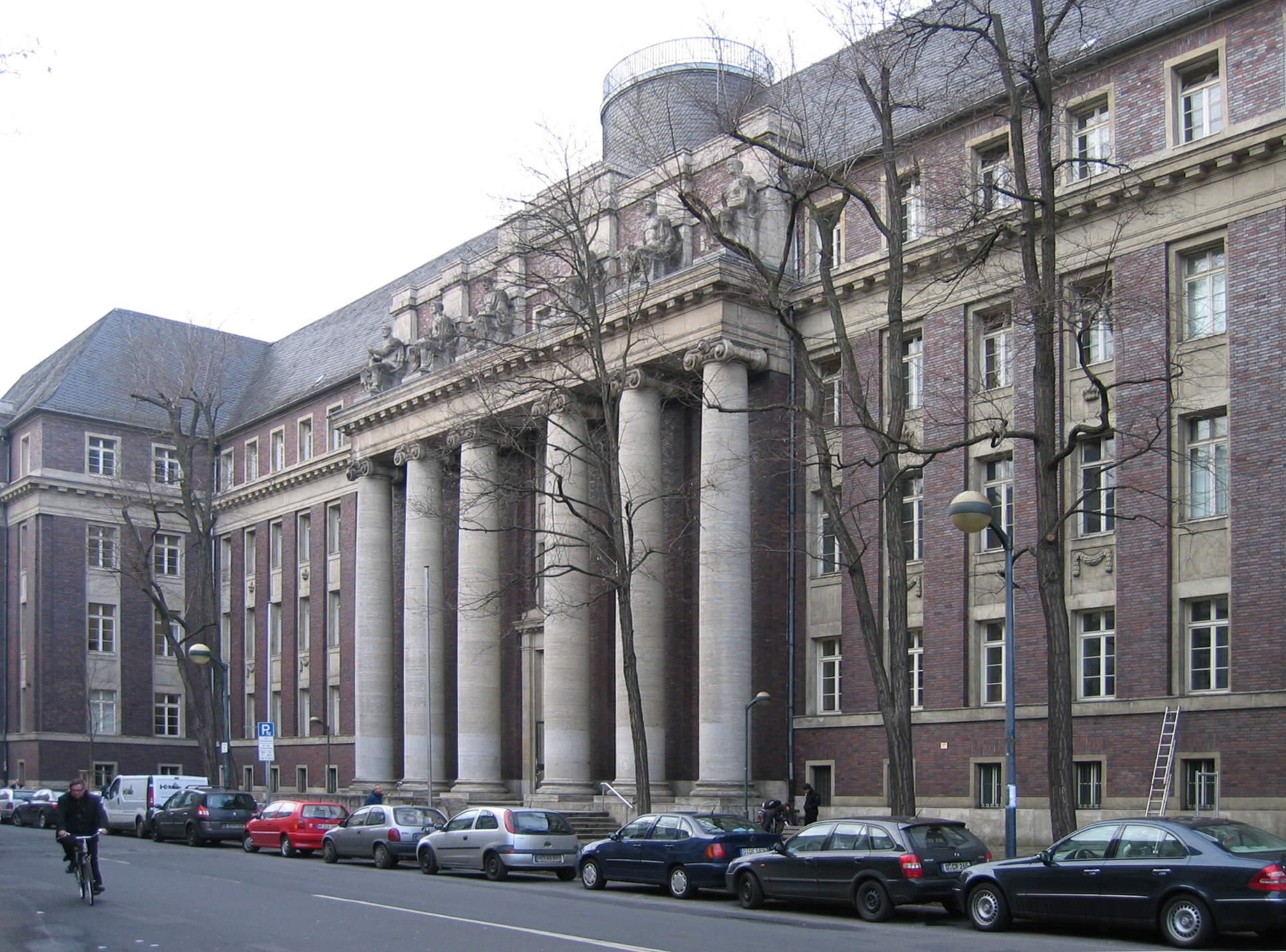
Altes Amtsgerichtsgebäude in der Düsseldorfer Altstadt

1913 begann der Bau des ehemaligen Justizgebäudes an der Mühlenstraße in der Düsseldorfer Altstadt. Ab dem Jahr 1956 wurden Erweiterungsbauten errichtet. Im März 2010 erfolgte der Umzug in den Neubau an der Werdener Straße 1.

## Übergeordnete Gerichte
Das dem Amtsgericht Düsseldorf übergeordnete Gericht ist das Landgericht Düsseldorf und gehört zum Bezirk des Oberlandesgericht Düsseldorf.

## Personen

### Präsidenten
- Robert Heyers (1945–1948)
- Ingolf Dick (2006–2014)[4]
- Angela Glatz-Büscher (Seit 2014)[5]

### Richter
- Edmund Peltzer (1852–1872)